# Чемпіонат Чехословаччини з футболу
Чехословацька перша ліга (чеськ. 1. fotbalová liga, словац. 1. futbalová liga) — вища футбольна ліга у Чехословаччини, чемпіонати якої відбувалися щорічно з 1925 по 1993 рік, крім періоду Другої Світової війни (1939—1945), коли словацькі клуби грали у чемпіонаті новоутвореної Першої Словацької республіки, а чеські — у чемпіонаті Протекторату Богемії і Моравії або Судетської області, залежно від місця базування клубу.
Змагання проводилися під егідою Чехословацького футбольного союзу.
У 1993 році з розпадом Чехословаччини припинила існування, а кожна новоутворенна держава створила власний чемпіонат.

## Попередні турніри
В 1918—1924 роках проводився чемпіонат Середньочеської ліги, в якому брали участь футбольні команди з міст Прага, Кладно і їх околиць. Саме учасники Середньочеської ліги стали основою для створення в 1925 році професіональної футбольної ліги.
| Сезон | Чемпіон          | 2 місце             | 3 місце               |
| 1918  | «Славія» (Прага) | «Спарта» (Прага)    | «Богеміанс» (Прага)   |
| 1919  | «Спарта» (Прага) | «Славія» (Прага)    | «Уніон» (Жижков)      |
| 1920  | «Спарта» (Прага) | «Богеміанс» (Прага) | «Вікторія» (Жижков)   |
| 1921  | «Спарта» (Прага) | «Уніон» (Жижков)    | «Славія» (Прага)      |
| 1922  | «Спарта» (Прага) | «Славія» (Прага)    | СК «Чехія Карлін»     |
| 1923  | «Спарта» (Прага) | «Славія» (Прага)    | СК «Чехія Карлін»     |
| 1924  | «Славія» (Прага) | «Вікторія» (Жижков) | «Метеор-VIII» (Прага) |

Двічі розігрувався чемпіонат Чехословацького футбольного союзу (Mistrovstvi ST), в якому брали участь переможці регіональних ліг.
| Сезон | Чемпіон          | 2 місце            | 3 місце           |
| 1919  | «Спарта» (Прага) | СК Кладно          | Олімпія (Пльзень) |
| 1922  | «Спарта» (Прага) | СК Градець Кралове | -                 |

## Призери чемпіонату

### 1925—1938
| Сезон   | Чемпіон             | 2 місце             | 3 місце             | Бомбардир                                                        | Голи |
| 1925    | «Славія» (Прага)    | «Спарта» (Прага)    | «Вікторія» (Жижков) | Ян Ванік («Славія» (Прага))                                      | 13   |
| 1925/26 | «Спарта» (Прага)    | «Славія» (Прага)    | «Вікторія» (Жижков) | Ян Дворжачек (Спарта (Прага))                                    | 32   |
| 1927    | «Спарта» (Прага)    | «Славія» (Прага)    | Богеміанс (Прага)   | Йозеф Шима (Спарта (Прага)) Антонін Пуч (Славія (Прага))         | 13   |
| 1927/28 | «Вікторія» (Жижков) | «Славія» (Прага)    | «Спарта» (Прага)    | Карел Медуна («Вікторія» (Жижков))                               | 12   |
| 1928/29 | «Славія» (Прага)    | «Вікторія» (Жижков) | Спарта (Прага)      | Антонін Пуч («Славія» (Прага))                                   | 13   |
| 1929/30 | «Славія» (Прага)    | «Спарта» (Прага)    | «Вікторія» (Жижков) | Франтішек Клоз (СК Кладно)                                       | 15   |
| 1930/31 | «Славія» (Прага)    | «Спарта» (Прага)    | Богеміанс (Прага)   | Йозеф Сильний («Славія» (Прага))                                 | 18   |
| 1931/32 | «Спарта» (Прага)    | «Славія» (Прага)    | Богеміанс (Прага)   | Раймонд Брейн («Спарта» (Прага))                                 | 16   |
| 1932/33 | «Славія» (Прага)    | «Спарта» (Прага)    | СК Пльзень          | Гейза Кочиш (СК Теплице, Богеміанс (Прага))                      | 23   |
| 1933/34 | «Славія» (Прага)    | «Спарта» (Прага)    | СК Кладно           | Їржі Соботка («Славія» (Прага)) Раймонд Брейн («Спарта» (Прага)) | 18   |
| 1934/35 | «Славія» (Прага)    | «Спарта» (Прага)    | Жиденіце (Брно)     | Франтішек Свобода («Славія» (Прага))                             | 27   |
| 1935/36 | «Спарта» (Прага)    | «Славія» (Прага)    | СК Простейов        | Войтех Брадач («Славія» (Прага))                                 | 42   |
| 1936/37 | «Славія» (Прага)    | «Спарта» (Прага)    | СК Простейов        | Франтішек Клоз (СК Кладно)                                       | 28   |
| 1937/38 | «Спарта» (Прага)    | «Славія» (Прага)    | Жиденіце (Брно)     | Йозеф Біцан («Славія» (Прага))                                   | 22   |

### 1938—1944 (Богемія і Моравія)
У роки Другої світової війни Чехословаччина була поділена на Словацьку республіку і протекторат Богемії і Моравії. Федерація футболу Чехословаччини не визнавала турніри чехо-моравської ліги офіційними змаганнями.
| Сезон   | Чемпіон          | 2 місце            | 3 місце            | Бомбардир                      | Голи |
| 1938/39 | «Спарта» (Прага) | «Славія» (Прага)   | СК Пардубіце       | Йозеф Біцан («Славія» (Прага)) | 29   |
| 1939/40 | «Славія» (Прага) | «Спарта» (Прага)   | СК Пардубіце       | Йозеф Біцан («Славія» (Прага)) | 50   |
| 1940/41 | «Славія» (Прага) | Вікторія (Пльзень) | СК Пардубіце       | Йозеф Біцан («Славія» (Прага)) | 36   |
| 1941/42 | «Славія» (Прага) | СК Простейов       | Вікторія (Пльзень) | Йозеф Біцан («Славія» (Прага)) | 42   |
| 1942/43 | «Славія» (Прага) | «Спарта» (Прага)   | Бата (Злін)        | Йозеф Біцан («Славія» (Прага)) | 38   |
| 1943/44 | «Спарта» (Прага) | «Славія» (Прага)   | Бата (Злін)        | Йозеф Біцан («Славія» (Прага)) | 57   |

Чемпіонат у сезоні 1944/45 не відбувся через радянське вторгнення.

### 1945—1992
| Сезон   | Чемпіон                   | 2 місце                  | 3 місце                  | Бомбардир                                                         | Голи |
| 1945/46 | «Спарта» (Прага)          | «Славія» (Прага)         | -                        | Йозеф Біцан («Славія» (Прага))                                    | 31   |
| 1946/47 | «Славія» (Прага)          | «Спарта» (Прага)         | СК Кладно                | Йозеф Біцан («Славія» (Прага))                                    | 43   |
| 1947/48 | «Спарта» (Прага)          | «Славія» (Прага)         | Слован (Братислава)      | Ярослав Цейп (Спарта (Прага))                                     | 21   |
| 1948(о) | «Славія» (Прага)          | Вікторія (Пльзень)       | «Спарта» (Прага)         | Йозеф Біцан («Славія» (Прага))                                    | 21   |
| 1949    | НВ Братислава             | «Спарта» (Прага)         | Богеміанс (Прага)        | Ладислав Главачек («Славія» (Прага))                              | 28   |
| 1950    | НВ Братислава             | «Спарта» (Прага)         | Богеміанс (Прага)        | Йозеф Біцан (ВЖКГ Витковіце)                                      | 22   |
| 1951    | НВ Братислава             | «Спарта» (Прага)         | Локомотив (Кошице)       | Алоіс Ярош (Водотехна (Тепліце)) Йозеф Майєр (Готтвальдов (Злін)) | 16   |
| 1952    | Спарта ЧКД (Соколово)     | НВ Братислава            | Інгстав (Тепліце)        | Мірослав Віцек (Банік (Острава))                                  | 20   |
| 1953    | УДА Прага                 | Спартак (Прага Соколово) | ЦХ Братислава            | Йозеф Майєр (Банік (Кладно))                                      | 13   |
| 1954    | Спартак (Прага Соколово)  | Банік (Острава)          | ЦХ Братислава            | Іржи Пешек (Спартак Прага Соколово)                               | 15   |
| 1955    | Слован (Братислава)       | УДА Прага                | Спартак (Прага Соколово) | Емил Пажицький (Слован (Братислава))                              | 19   |
| 1956    | Дукла (Прага)             | Слован (Братислава)      | Спартак (Прага Соколово) | Мілан Дворжак (Дукла (Прага)) Мірослав Віцек (Банік (Острава))    | 15   |
| 1957/58 | Дукла (Прага)             | Спартак (Прага Соколово) | ЦХ Братислава            | Мірослав Віцек (Банік (Острава))                                  | 25   |
| 1958/59 | ЦХ Братислава             | Дукла (Прага)            | Динамо (Прага)           | Мірослав Віцек (Банік (Острава))                                  | 20   |
| 1959/60 | Спартак (Градець-Кралове) | Слован (Братислава)      | Дукла (Прага)            | Міхал Пухер (Слован (Нітра))                                      | 18   |
| 1960/61 | Дукла (Прага)             | ЦХ Братислава            | Слован (Братислава)      | Рудольф Кучера (Дукла (Прага)) Ладислав Павлович (Татран Прешов)  | 17   |
| 1961/62 | Дукла Прага               | Слован (Нітра)           | ЦХ Братислава            | Адольф Шерер (ЧГ Братислава)                                      | 24   |
| 1962/63 | Дукла (Прага)             | Йеднота (Тренчин)        | Банік (Острава)          | Карол Петрош (Татран Прешов)                                      | 19   |
| 1963/64 | Дукла (Прага)             | Слован (Братислава)      | Татран (Прешов)          | Ладислав Павлович (Татран Прешов)                                 | 21   |
| 1964/65 | Спарта (Прага)            | Татран (Прешов)          | ВСС Кошице               | Павол Бенч (Йеднота Тренчин)                                      | 21   |
| 1965/66 | Дукла (Прага)             | Спарта (Прага)           | «Славія» (Прага)         | Ладислав Михалик (Банік (Острава))                                | 15   |
| 1966/67 | Спарта (Прага)            | Слован (Братислава)      | Спартак (Трнава)         | Йозеф Адамец (Спартак (Трнава))                                   | 21   |
| 1967/68 | Спартак (Трнава)          | Слован (Братислава)      | Йеднота (Тренчин)        | Йозеф Адамец (Спартак (Трнава))                                   | 18   |
| 1968/69 | Спартак (Трнава)          | Слован (Братислава)      | Спарта (Прага)           | Ладислав Петраш (Дукла Банска-Бистрица)                           | 20   |
| 1969/70 | Слован (Братислава)       | Спартак (Трнава)         | Спарта (Прага)           | Йозеф Адамец (Спартак (Трнава))                                   | 16   |
| 1970/71 | Спартак (Трнава)          | ВСС Кошице               | Скло Юніон (Тепліце)     | Зденек Негода (Дукла (Прага)) Йозеф Адамец (Спартак (Трнава))     | 16   |
| 1971/72 | Спартак (Трнава)          | Слован (Братислава)      | Дукла (Прага)            | Ян Чапкович (Слован (Братислава))                                 | 19   |
| 1972/73 | Спартак (Трнава)          | Татран (Прешов)          | ВСС Кошице               | Ладислав Йожа (Локомотива Кошице)                                 | 21   |
| 1973/74 | Слован (Братислава)       | Дукла (Прага)            | «Славія» (Прага)         | Пржемисл Бичовський (Теплице) Ладислав Йожа (Локомотива Кошице)   | 17   |
| 1974/75 | Слован (Братислава)       | Інтер (Братислава)       | Богеміанс (Прага)        | Ладислав Петраш (Інтер (Братислава))                              | 20   |
| 1975/76 | Банік (Острава)           | Слован (Братислава)      | «Славія» (Прага)         | Душан Галіс (ВСС Кошице)                                          | 21   |
| 1976/77 | Дукла (Прага)             | Інтер (Братислава)       | «Славія» (Прага)         | Ладислав Йожа (Локомотива Кошице)                                 | 18   |
| 1977/78 | Збройовка (Брно)          | Дукла (Прага)            | Локомотив (Кошице)       | Карел Кроупа (Збройовка Брно)                                     | 20   |
| 1978/79 | Дукла (Прага)             | Банік (Острава)          | Збройовка (Брно)         | Зденек Негода (Дукла (Прага)) Карел Кроупа (Збройовка Брно)       | 17   |
| 1979/80 | Банік (Острава)           | Збройовка (Брно)         | Богеміанс (Прага)        | Вернер Личка (Банік (Острава))                                    | 18   |
| 1980/81 | Банік (Острава)           | Дукла (Прага)            | Богеміанс (Прага)        | Маріан Масний (Слован (Братислава))                               | 16   |
| 1981/82 | Дукла (Прага)             | Банік (Острава)          | Богеміанс (Прага)        | Ладислав Визек (Дукла (Прага)) Петер Герда (Славія (Прага))       | 15   |
| 1982/83 | Богеміанс (Прага)         | Банік (Острава)          | Спарта (Прага)           | Павел Халоупка (Богеміанс (Прага))                                | 17   |
| 1983/84 | Спарта (Прага)            | Дукла (Прага)            | Богеміанс (Прага)        | Вернер Личка (Банік (Острава))                                    | 20   |
| 1984/85 | Спарта (Прага)            | Богеміанс (Прага)        | «Славія» (Прага)         | Іво Кнофлічек (Славія (Прага))                                    | 21   |
| 1985/86 | Витковіце                 | Спарта (Прага)           | Дукла (Прага)            | Станіслав Грига (Спарта (Прага))                                  | 19   |
| 1986/87 | Спарта (Прага)            | Витковіце                | Богеміанс (Прага)        | Вацлав Данек (Банік (Острава))                                    | 24   |
| 1987/88 | Спарта (Прага)            | Дукла (Прага)            | ДАК (Дунайска Стреда)    | Мілан Луговий (Дукла (Прага))                                     | 24   |
| 1988/89 | Спарта (Прага)            | Банік (Острава)          | Пластика (Нітра)         | Мілан Луговий (Дукла (Прага))                                     | 25   |
| 1989/90 | Спарта Прага              | Банік (Острава)          | Інтер (Братислава)       | Любомир Луговий (Інтер (Братислава))                              | 20   |
| 1990/91 | Спарта (Прага)            | Слован (Братислава)      | Сігма (Оломоуц)          | Роман Куклета (Спарта (Прага))                                    | 18   |
| 1991/92 | Слован (Братислава)       | Спарта (Прага)           | Сігма (Оломоуц)          | Петер Дубовський (Слован (Братислава))                            | 27   |
| 1992/93 | Спарта (Прага)            | «Славія» (Прага)         | Слован (Братислава)      | Петер Дубовський (Слован (Братислава))                            | 24   |

## Найуспішніші клуби
| Клуб                      | Титули | Переможні сезони |
| «Спарта» (Прага)          | 21     | 1926, 1927, 1932, 1936, 1938, 1939, 1944, 1946, 1948, 1952, 1954, 1965, 1967, 1984, 1985, 1987, 1988, 1989, 1990, 1991, 1993 |
| «Славія» (Прага)          | 14     | 1925, 1929, 1930, 1931, 1933, 1934, 1935, 1937, 1940, 1941, 1942, 1943, 1947, 1948(о)                                        |
| Дукла (Прага)             | 11     | 1953, 1956, 1958, 1961, 1962, 1963, 1964, 1966, 1977, 1979, 1982                                                             |
| Слован (Братислава)       | 8      | 1949, 1950, 1951, 1955, 1970, 1974, 1975, 1992                                                                               |
| Спартак (Трнава)          | 5      | 1968, 1969, 1971, 1972, 1973,                                                                                                |
| Банік (Острава)           | 3      | 1976, 1980, 1981 |
| «Вікторія» (Жижков)       | 1      | 1928 |
| Інтер (Братислава)        | 1      | 1959 |
| Спартак (Градець-Кралове) | 1      | 1960 |
| Збройовка (Брно)          | 1      | 1978 |
| Богеміанс (Прага)         | 1      | 1983 |
| Витковіце                 | 1      | 1986 |

## Бомбардири
Найкращі голеадори першості:
1. Йозеф Біцан — 206
2. Мирослав Віцек[en] — 174
3. Йозеф Адамець — 170
4. Франтішек Клоз — 168
5. Ладислав Павлович — 164
6. Олдржих Неєдлий — 161
7. Властиміл Копецький — 160

З урахуванням чехо-моравської ліги часів Другої світової війни:
1. Йозеф Біцан — 447
2. Властиміл Копецький — 252
3. Франтішек Клоз — 175